# سروموو
سروموو (به لهستانی:  Sromów) یک روستا در لهستان است که در گمینا کوچیژف پووودنگووه واقع شده‌است.